# Gotland tartomány
Gotland Svédország egyik történelmi tartománya. A Balti-tengerben levő Gotland, Fårö szigetekből és még néhány kisebb szigetből áll.

## Megye
A tartomány határai ugyanazok, mint a megye és a sziget (plusz a kisebb szigetek) határai. Gotland szigete egyetlen községet tartalmaz. A visbyi püspökség határai ugyancsak azonosak.

## Történelem
A középkorban Gotland már fontos kereskedelmi központtá volt. Visby lett a legfontosabb Hanza-város a Balti-tengeren. A középkorban a szigetnek húsz tagból álló vezetősége volt; a törvényeket ez a kormány hozta. Visby városának és a szigetnek egyfajta autonómiája volt, aminek következtében a német kereskedők és a sziget lakossága között polgárháború robbant ki; ezt I. Magnus svéd király fojtotta el. 1361-ben Waldemar Atterdag elfoglalta a szigetet. A helyi kormányzat elvesztette jelentőségét, miután a teuton lovagok 1398-ban elfoglalták a szigetet, majd eladták azt Pomerániai Eriknek. A brömsebroi béke után került vissza svéd uralom alá.

## Földrajz
A tartomány a következő szigetekből áll: Gotland, Fårö, Karlsö szigetcsoport és Gotska Sandön. A fő sziget 90 km-re van a szárazföldtől.
Visby várost (az egyetlen a tartományban) kb. 1000-ben alapították.
Nemzeti parkok:
- Gotska Sandön

## Kultúra
Visbyt az UNESCO világörökségnek nyilvánította. A legnagyobb benyomást a várost körülvevő, hatalmas fal teszi.
Visbyben született Christopher Polhem (1661–1751), a svéd mechanika atyja. A sziget lakosai a svéd nyelv egy távoli dialektusát beszélik.

## Címer
A címert 1560-ban, I. Vasa Gusztáv temetésekor kapta, annak ellenére, hogy a sziget dán megszállás alatt volt.